# Сором (телесеріал)
«Сором» (норв. Skam) — норвезький телесеріал, що розповідає про повсякденне життя старшокласників у школі Хартвіга Ніссена. Першу серію випущено 25 вересня 2015 року на сайті NRK. У кожному сезоні оповідь ведеться від імені одного персонажа, якому присвячено сезон. У першому сезоні це була Ева, у другому сезоні — Нура, а в третьому — Ісак.
У четвертому сезоні це буде Сана[коли?].
У Норвегії телесеріал став найпопулярнішим шоу. Кожну нову серію дивляться близько 200 тисяч телеглядачів. На виробництво другого і третього сезонів серіалу витрачено понад 10 мільйонів норвезьких крон (близько 1 120 000 $).
В кінці 2016 року Саймон Фуллер написав лист NRK про те, що хотів би зробити адаптацію серіалу в США.

## Сюжет
Серіал розповідає про повсякденне життя старшокласників школи Ніссен. У серіалі піднімаються питання, які хвилюють підлітків. У першому сезоні головною героїнею є Єва, яка стикається з непростими стосунками зі своїм хлопцем Юнасом. Другий сезон, головним героєм якого стає Нура, будується навколо взаємин з випускником Вільямом. Ісак, головний герой третього сезону, намагається розібратися у своїй сексуальності та прийняти себе. У четвертому сезоні головним героєм стає Сана, вона стикається з проблемами у стосунках з друзями та своєю релігією.
Серіал викладається онлайн на сайті радіостанції в реальному часі: подія, що відбувається в певні день тижня і час, викладаються саме у цей же час на сайті. Пізніше, всі епізоди за тиждень збираються в єдину серію. Також у фанатів є можливість спілкуватися з героями телесеріалу в соціальних мережах.

## У ролях
У головних ролях
- Ліса Тейге — Єва Квііг Мун (головна героїня першого сезону)
- Жозефін Фріда Петтерсен — Нура Амалія Сатре (головна героїня другого сезону)
- Тар'єй Сандвік Мое — Ісак Вальтерсен (головний герой третього сезону)
- Іман Мескіні — Сана Бакуш (головна героїня четвертого сезону)

У другорядних ролях
- Іна Свеніннгдал — Крістіна (Кріс) Берг
- Ульрікке Фалч — Вільде Хеллеруд Лінн
- Марлон Лангделен — Юнас Ноа Васкес
- Томас Хейєс — Вільям Магнуссон
- Карл Мартін Еггесбо — Ескільд Триггвассон
- Генрік Голм — Евен Несхайм
- Давід Александр Шохольт — Магнус Фоссбакен
- Саша Клебер Нйілігіра — Магді Дісі
- Ченгіз Ал — Юсеф Акар
- Герман Томмераас — Крістофер (Пенетратор Кріс) Шистад

## Сезони
| Сезон | Епізоди | Епізоди | Оригінальний показ | Оригінальний показ |
| Сезон | Епізоди | Епізоди | Перший показ       | Останній показ     |
| ----- | ------- | ------- | ------------------ | ------------------ |
| 1     | 11      | 11      | 25 вересня 2015    | 11 грудня 2015     |
| 2     | 12      | 12      | 4 березня 2016     | 3 червня 2016      |
| 3     | 10      | 10      | 7 жовтня 2016      | 16 грудня 2016     |
| 4     | 10      | 10      | 14 квітня 2017     | 24 червня 2017     |

### Сезон 1
Єва — центральна героїня першого сезону. Дія сезону відбувається восени 2015 року.

### Сезон 2
Нура — головна героїня другого сезону телесеріалу. Дія відбувається навесні 2016 року.

### Сезон 3
Ісак є головним героєм в третьому сезоні. Дія відбувається восени 2016 року.

### Сезон 4
Сана — центральна героїня четвертого сезону, котрий складається з 10 епізодів.